# Melis Tüzüngüç
Melis Tüzüngüç (* 4. Oktober 1994 in Istanbul) ist eine türkische Schauspielerin.

## Leben und Karriere
Tüzüngüç wurde am 4. Oktober 1994 in Istanbul geboren. Ihr Debüt gab sie 2011 in der Fernsehserie Yıldız Masalı. Von 2012 bis 2013 hatte sie eine Rolle in Harem. Anschließend spielte sie 2013 in der Serie Babam Sınıfta Kaldı die Hauptrolle. Außerdem war sie 2014 in Şimdi Onlar Düşünsün zu sehen.
Unter anderem trat sie 2015 in Baba Candır auf. 2017 bekam Tüzüngüç in der Serie Kanatsız Kuşlar die Hauptrolle. 2018 wurde sie für die Filme Bekarlığa Feda und Kız Babası gecastet.

## Filmografie
Filme
- 2012: Karaman'ın Koyunu
- 2016: Koyverdin Gittin Beni
- 2018: Bekarlığa Feda
- 2018: Kız Babası

Serien
- 2011: Yıldız Masalı
- 2012: Harem
- 2013: Böyle Bitmesin
- 2013: Babam Sınıfta Kaldı
- 2014: Şimdi Onlar Düşünsün
- 2015: Baba Candır
- 2017: Kanatsız Kuşlar

## Theater
- 2015: Sıcak Çikolata